# شوزاس دي كاناليس
شوزاس دي كاناليس (بالإنجليزية: Chozas de Canales)‏ هي بلدية ومدينة في منطقة الحكم الذاتي كاستيا-لا مانتشا وتقع في مقاطعة طليطلة في وسط إسبانيا. تبلغ مساحة هذه المدينة 33 (كم²)، ويبلغ عدد سكانها 3485 نسمة حسب إحصاء المعهد الوطني الإسباني سنة 2008 م.